# Голубянка Эльвира
Голубянка Эльвира, или плебейидея Эльвира (лат. Glabroculus elvira), — вид бабочек из семейства голубянки.

## Описание
Крылья самцов сверху блестящие, голубовато-синего цвета. У самок крылья бурые с налётом из блестящих синих чешуек, светлыми пятнами у внешнего края переднего крыла и оранжевыми у внешнего края заднего крыла. На нижней стороне крыльев контрастный рисунок, образованный чёрными пятнами на белёсом фоне. У внешнего края крыла проходит ряд ярко-оранжевых пятен.

## Ареал
Вид описан по материалам из долины реки Сырдарьи (Южный Казахстан). Ареал вида простирается от Приаралья через пустыни до Балхаш-Алакольской впадины и Илийской пустыни. Вид встречается локально. 

## Биология
Бабочки населяют песчано-глинистые, глинисто-солончаковые места обитания, часто по поймам рек или по берегам озёр, среди тугайной растительности. За год развивается одно поколение. Время лёта в конце мая — начале июля. Кормовое растение гусениц — Limonium gmelini (Limoniaceae).